# Mosquée de Muslihudin Čekrekčija
La mosquée de Muslihudin Čekrekčija, également connue sous le nom de Čekrekčijina džamija, est située en Bosnie-Herzégovine, sur le territoire de la Ville de Sarajevo. Construite en 1526, elle est inscrite sur la liste des monuments nationaux de Bosnie-Herzégovine.